# جاكوب روجرز
جاكوب روجرز (بالإنجليزية: Jacob Rogers)‏ هو لاعب كرة قدم أمريكية أمريكي، ولد في 17 أغسطس 1981 في أوكسنارد في الولايات المتحدة.

## وصلات خارجية
- جاكوب روجرز على موقع مرجع كرة القدم المحترفة.كوم (الإنجليزية)